# فرانك روبنسون (لاعب كرة قدم كندية)
فرانك روبنسون (بالإنجليزية: Frank Robinson)‏ هو لاعب كرة قدم كندية أمريكي، ولد في 6 مارس 1959 في ناساودوكس في الولايات المتحدة.